# Gerichtsbezirk Tolmein
Der Gerichtsbezirk Tolmein (slowenisch Tolmin, italienisch Tolmino) war ein dem Bezirksgericht Tolmein unterstehender Gerichtsbezirk in der Gefürsteten Grafschaft Görz und Gradisca. Tolmein war der flächenmäßig drittgrößte Gerichtsbezirk der Grafschaft Görz, wies jedoch mit einer Einwohnerzahl von 15.357 Personen im Jahr 1910 die drittgeringste Bevölkerungsdichte aller Gerichtsbezirke auf.
Der Gerichtsbezirk umfasste Gebiete in der heutigen slowenischen Region Goriška an der Staatsgrenze zu Italien und gehörte zum Bezirk Tolmein. Nach dem Ersten Weltkrieg musste Österreich den gesamten Gerichtsbezirk an Italien abtreten, nach dem Zweiten Weltkrieg gelangte das Gebiet an Jugoslawien, heute ist es Teil von Slowenien.

## Geschichte
Der Gerichtsbezirk Tolmein wurde um 1850 infolge der Auflösung der ursprünglichen Patrimonialgerichtsbarkeit in der Gefürsteten Grafschaft Görz und Gradisca sowie wie im gesamten Kaisertum Österreich geschaffen. Der Gerichtsbezirk unterstand dem für die gesamte Grafschaft zuständigen Landesgericht Görz, dass wiederum dem Oberlandesgericht Triest, dass am 1. Mai 1850 seine Tätigkeit aufnahm, unterstellt war.
Auch nachdem Görz und Gradisca bzw. Triest sowie Istrien vom ursprünglichen Kronland Küstenland ihre Selbständigkeit als Kronland erlangten, blieb das Oberlandesgericht Triest die oberste Instanz für den Gerichtsbezirk Tolmein.
Der Gerichtsbezirk Tolmein bildete im Zuge der Trennung der politischen von der judikativen Verwaltung
ab 1868 gemeinsam mit den Gerichtsbezirken Kirchheim und Flitsch den Bezirk Tolmein.
Zuletzt war auch der Gerichtsbezirk Karfreit Teil des Bezirks Tolmein.
Der Gerichtsbezirk Tolmein wies 1910 eine Bevölkerung von 15.357 Personen auf, von denen 15.166 Slowenisch als Umgangssprache angaben. Weiters lebten im Gerichtsbezirk 89 Deutschsprachige, 21 Italienischsprachige und 81 Anderssprachige oder Staatsfremde.
Durch die Grenzbestimmungen des am 10. September 1919 abgeschlossenen Vertrages von Saint-Germain wurde der Gerichtsbezirk Tolmein Italien zugeschlagen. Nach dem Zweiten Weltkrieg gelangte das Gebiet an Jugoslawien, heute ist es Teil der Gemeinde Tolmin bzw. Sloweniens.

## Gerichtssprengel
Der Gerichtssprengel umfasste 1910 die fünf Gemeinden Grahovo, Ponikve, Sveta Lucija, Tolmein und Volče sowie einen Teil der Gemeinde Šentviška Gora.